# Călugăreni, Vaslui
Călugăreni este un sat în comuna Ștefan cel Mare din județul Vaslui, Moldova, România. Satul este așezat pe coasta dealului Tăcmănești și se află la o distanță de 3 km vest față de râul Bârlad. Acest sat nu este străbătut de nici un curs de apă.

## Istoric
Satul Călugăreni este unul dintre cele mai vechi sate de pe teritoriul județului Vaslui, fiind pomenit într-un document intern emis de domnitorul Iliaș vodă (1432-1433; 1435-1442) la data de 1 august 1442, sub numele "Bonteștii de Sus"(localizarea a făcut-o prof. univ. dr. Constantin Cihodaru în DRH,I).Tot sub acest nume, satul mai apare și într-un document intern emis la data de 14 ianuarie 1490 în cancelaria domnitorului Ștefan cel Mare pentru ca la data de 7 august 1618 să-l regăsim într-un document emis de domnitorul Radu Mihnea (1613-1619; 1623-1629) sub numele "...satul Tăcmăneștii din ținutul Vasluiu". Nu există dubii de localizare deoarece satul s-a numit așa până la începutul sec. al XX-lea, când și-a preschimbat numele în "Călugăreni" după o perioadă de tranziție când s-a numit și "Călugărenii Noi" pentru a se deosebi de satul vecin, Brăhășoaia, care la vremea respectivă se numea "Călugărenii Vechi". Dacă, până nu demult, nu se putea găsi o explicație pentru schimbarea numelui din "Tăcmănești" în "Călugăreni, acum o putem face pe baza cercetărilor din vechile arhive existente la DJAS Iași. Prin urmare, în a doua jumătate a sec. al XVIII-lea (1776)un grup de răzeși din satul vecin Bârzești a donat mănăstirii Barnovschi din Iași o importantă parte din pământurile lor "...pentru iertarea păcatelor noastre și ale urmașilor noștri", pământuri care se aflau pe moșia Tăcmăneștilor. Tot din acest an, au fost aduse de către călugări și câteva sălașe de țigani robi, care au fost stabilite la marginea satului Bârzești și care poartă și astăzi numele de "Bârzeștii mănăstirii" sau "Bârzești-Barnovschi" și care "cotună" este locuită într-o mare proporție de urmașii acelor țigani robi.La aprox. 1,5 km.sud de Bârzești, foarte aproape de Tăcmănești, s-a înființat și un cătun cu clăcașii români ai mănăstirii, căruia i s-a dat numele de "Călugăreni", unde a fost construită și biserica. Cu timpul, s-a consacrat numele nou al satului, care se numește și astăzi Călugăreni. În timpul retragerii pentru refacere a armatei române din toamna și iarna anilor 1916-1917, pe teritoriul acestui sat au campat următoarele unități militare: "Regimentul 36 Infanterie", "Regimentul 5 Obuziere" și "Cartierul Diviziei a-9-a Infanterie, partea sedentară și partea administrativă". Datorită molimilor cumplite de tifos exantematic și febră recurentă foarte active în acea perioadă plină de aglomerare umană și de mizerie fizică, un număr de 86 de militari au murit, fiind îngropați într-un cimitir special, aflat la 500 m sud de stația CFR Bârzești.

## Relieful, aspectul satului și ocupațiile locuitorilor
Satul Călugăreni este așezat pe un teren extrem de accidentat, străbătut prin mijloc de o râpă adâncă ce se umple cu apă în cazul ploilor torențiale. Ulițele numeroase și întortocheate se opresc, de multe ori, în curțile unor cetățeni când, de fapt, te aștepți să dea în drumul principal. În urma măsurilor luate de primăria Ștefan cel Mare, aceste ulițe au fost îmbalastate așa că oamenii nu mai înoată în noroi pe timp ploios. Acest sat a fost electrificat ultimul, abia prin 1968. Agricultura și creșterea animalelor sunt ocupațiile de bază ale locuitorilor satului, cândva răzeși. În fostul regim au existat două sole plantate cu viță-de-vie în terase de către CAP Ștefan cel Mare, dar acum au fost distruse complet și în locul lor se întinde o imensă și dezolantă pârloagă.

## Evoluția populației
La 1772-1774, satul a fost recenzat numai cu 2 birnici, deoarece scutiții nu mai contau. În catagrafia din 1803 apar 15 "liude" (capi de familie), la cea din 1820 erau 35 "liude" iar la cea din 1831 au fost recenzați 70 "liuzi" (Tăcmănești-răzeși) și 76 "liude" în Călugărenii spătarului Latif. În 1966 satul avea 381 de suflete iar în 1977 doar 251. La ultimul recensământ (2002) avea 282 de locuitori.

## Biserica și școala
Prima biserică atestată documentar a fost construită în anul 1820 cu contribuția enoriașilor și la îndemnul monahilor Arseni și Iordache, care sunt trecuți și în pomelnicul ctitorilor. Inițial a fost construită din ceamur(lut cu paie) și căptușită pe dinafară cu scândură iar acoperișul a fost din șindrilă. În urma numeroaselor reparații a fost luată scândura care putrezise și s-a tencuit, când cu lut când cu mortar din nisip și ciment,în zilele noastre. Acoperișul a fost refăcut din tablă.Biserica are hramul "Sfinții Voievozi Mihai și Gavril". Tot în această biserică a funcționat timp de 18 ani (1836-1854) și cea de-a doua școală ca an de înființare de pe teritoriul istoric al județului Vaslui, fiind devansată doar de cea din satul majoritar răzeșesc Zăpodeni, care a funcționat între anii 1830-1856. În contemporaneitate, prima școală s-a înființat în anul 1914 iar primul învățător a fost Lucreția Teodorescu. Până în acest an copiii învățau la școala din Bârzești care fusese înființată încă din anul 1865. Evident că la începuturile ei școala din Călugăreni a funcționat în local închiriat (casa Chiratcu) abia în 1940 dându-se în folosință un local nou prin intervențiile tenace ale învățătorului Gheorghe Cihodaru la autoritățile vremii. Din păcate, după atâtea strădanii și sacrificii, în anul 1944, după afluxul masiv al trupelor sovietice, tot mobilierul școlii ca și părțile din construcție care erau din lemn au fost arse de invadatori la cazanul trupei, fiind nevoie de alte și alte intervenții pentru refacerea ei. Acum, școala nu mai funcționează din lipsă de elevi. școala a fost dărâmată în 2023, deoarece era considerată un pericol. Cei (puțini) care mai sunt fac o navetă de 4 km. la școala din Bârzești, revenindu-se, astfel, la condițiile de școlarizare din sec. al XIX-lea. Cămin cultural nu mai există dar marea majoritate a locuitorilor dețin televizoare și aparate de radio. Satul este îmbătrânit și fără perspective de revigorare.

## Bibliografia
- Gugiuman,I.;Cârcotă,V.;Băican,V.;"Dicționar geografic al jud.Vaslui",1988;
- Chiriță,C."Dicționar geografic al jud.Vaslui",1889;
- Dimitriev,P.;Sovetov,P.;"Молдавия в эпоху фєодализма",tom VII,Кишинёв,1970;
- DJAS Vaslui fondurile: "Consilieratul Agricol al jud.Vaslui";
- "Revizoratul școlar al jud.Vaslui";
- "Statistica jud.Vaslui"2002;
- Ghinea,Aurel:"40 de ani de administrație vasluiană",București,1906;Arhiva bisericii din Călugăreni.